# René Petre
Cet article concerne le Compagnon de la Libération français. Pour l'homme politique belge du XXe siècle, voir René Pêtre.
Pour les articles homonymes, voir Petre.
René Petre, né le 22 décembre 1908 à Thio et mort le 9 décembre 1957 à Nouméa, est un militaire et résistant français, Compagnon de la Libération. 

## Biographie

### Jeunesse et formation
René Petre naît à Thio, en Nouvelle-Calédonie, le 22 décembre 1908. Après sa scolarité à Nouméa, il embarque sur un cargo comme simple matelot et navigue en mer du Nord pendant deux ans. En 1930, il revient sur son île natale et effectue son service militaire à la compagnie mixte d'infanterie coloniale
. Il s'installe ensuite à Koné comme patron d'une société d'élevage avant de devenir le représentant d'une société commerciale
.

### Seconde Guerre mondiale
En 1940, René Petre décide de se rallier au général de Gaulle et participe au ralliement de la Nouvelle-Calédonie à la France libre en rassemblant avec lui les habitants de Koné. D'abord membre du gouvernement calédonien aux côtés de Henri Sautot, il décide ensuite de prendre les armes et s'engage dans les forces françaises libres. Affecté au Bataillon du Pacifique (BP1) avec le grade de sergent-chef et quitte la Nouvelle-Calédonie en mai 1941,. Parvenu jusqu'en Afrique, il prend part à la guerre du désert au cours de laquelle il est engagé dans la bataille de Bir Hakeim en mai et juin 1942. 
Il est ensuite affecté au Bataillon d'infanterie de marine et du Pacifique, unité née de la fusion entre le BP1 et le 1er bataillon d'infanterie de marine, avec lequel il participe à la campagne de Tunisie puis à la campagne d'Italie. En août 1944, il prend part au débarquement de Provence et participe à la libération de la France jusqu'en novembre 1944, date à laquelle il est démobilisé avec le grade de sous-lieutenant.

### Après-Guerre
De retour à Nouméa, il entre dans l'équipe de direction de la société havraise calédonienne, une compagnie d'import-export. René Petre meurt le 9 décembre 1957 à l'hôpital Gaston-Bourret de Nouméa où il est inhumé.

## Décorations
|  |  |  |  |  |  |
|  |  |  |  |  |  |

| Chevalier de la Légion d'Honneur                 | Chevalier de la Légion d'Honneur                 | Chevalier de la Légion d'Honneur                 | Compagnon de la Libération Par décret du 16 octobre 1945 | Compagnon de la Libération Par décret du 16 octobre 1945 | Compagnon de la Libération Par décret du 16 octobre 1945 | Croix de guerre 1939-1945                                                          | Croix de guerre 1939-1945                                                          | Croix de guerre 1939-1945                                                          |                                                                                    |                                                                                    |                                                                                    |
| Médaille de la Résistance française Avec rosette | Médaille de la Résistance française Avec rosette | Médaille de la Résistance française Avec rosette | Médaille de la Résistance française Avec rosette         | Médaille de la Résistance française Avec rosette         | Médaille de la Résistance française Avec rosette         | Médaille coloniale Avec agrafes "Libye", "Bir Hakeim", "Tripolitaine" et "Tunisie" | Médaille coloniale Avec agrafes "Libye", "Bir Hakeim", "Tripolitaine" et "Tunisie" | Médaille coloniale Avec agrafes "Libye", "Bir Hakeim", "Tripolitaine" et "Tunisie" | Médaille coloniale Avec agrafes "Libye", "Bir Hakeim", "Tripolitaine" et "Tunisie" | Médaille coloniale Avec agrafes "Libye", "Bir Hakeim", "Tripolitaine" et "Tunisie" | Médaille coloniale Avec agrafes "Libye", "Bir Hakeim", "Tripolitaine" et "Tunisie" |

## Hommages
- A Nouméa, une rue a été baptisée en son honneur[4].